# Fotografia kolekcjonerska
Fotografia kolekcjonerska – zdjęcia dawne lub współczesne o wysokich, ponadczasowych walorach artystycznych; odbitki wykonane technikami archiwalnymi w limitowanej serii, odpowiednio sygnowane.
Fotografia, aby była uznana za kolekcjonerską, musi spełniać odpowiednie wymogi formalne takie jak:
- odbitki muszą zostać wykonane w sposób zapewniający trwałość archiwalną,
- odbitki muszą być ponumerowane oraz zawierać oznaczenie ile w całości zostało ich wykonanych (np.: 15/20 – piętnasta odbitka z dwudziestu).

## Technika wykonania odbitki
- Fotografia czarno-biała (według trwałości):
  - platynotypia na podłożu papierowym (platinium print) – odbitka platynowa na podłożu papierowym (obraz tworzony przez platynę, a nie przez srebro, jak w tradycyjnej odbitce srebrowej). Najtrwalsza znana technologia odbitek.
  - odbitka srebrowa na podłożu papierowym, lub "brom na papierze" (silver gelatin print). Trwałość odbitki srebrowej może być powiększona poprzez tonowanie złotem, selenem, sepią.
  - odbitki laserowe (iris print, lambda print) na papierze – jeśli są wykonane na podłożu papierowym mogą być równie trwałe jak odbitka srebrowa.
- Fotografia barwna – odbitki barwne zwykle charakteryzuje zmniejszona trwałość i mała odporność barwników na światło, szczególnie na UV (według trwałości):
  - dye-transfer
  - cibachrome lub ilfochrome
  - c-print(inne języki) (ang. Chromogenic print) – odbitki barwne naświetlane laserowo z użyciem chemii światłoczułej, wykonywane na podłożu papierowym z warstwą żelatyno-srebrową. Obecnie najczęściej stosowana jest technologia digital c-print polegająca na tworzeniu odbitki za pomocą naświetlania pliku cyfrowego. Jest to technologia najczęściej spotykana w popularnych labach cyfrowych, gdzie używane są maszyny Fuji lub Chromira. Żywotność takiej odbitki jest mniejsza niż wydruku pigmentowego i szacuje się ją na ok. 50 lat.
- Druk atramentowy – obejmuje wydruki drukarkowe czarno-białe i barwne. Dotyczy to zarówno druku barwnikowego (ang. dye printing), jak i druku pigmentowego (ang. pigment printing). W przypadku druku pigmentowego stosuje się również zamiennie termin Giclee. Jest on zwłaszcza popularny w Anglosferze. Wprowadzono go w celu uniknięcia skojarzeń z pierwszą generacją drukarek domowych, które dawały niezadowalającą jakość. Nie tworzono też wtedy testów pozwalających na ocenę trwałości archiwalnej. Należy jednakowoż zaznaczyć, że druk pigmentowy (nazywany zamiennie Giclee) jest obecnie najtrwalszą technologią druku, przewyższa nawet pod tym względem technologię żelatynowo-srebrową[1]. Druk pigmentowy to technologia druku bezrastrowego pozwalająca uzyskać "plamkę" niezauważalną gołym okiem. Dzięki zastosowaniu odpowiednich materiałów eksploatacyjnych można uzyskać wierne odwzorowanie kolorów i trwałość przekraczającą 100 lat (ekspozycja w pomieszczeniach)[2].
- Giclee – wydruki Giclee są to najwyższej jakości wydruki, wykonywane w technologii druku pigmentowego na wysokiej jakości podłożach (papier, płótno).  Nazwę Giclee (funkcjonują również spolszczone nazwy) stosuje się również w odniesieniu do reprodukcji obrazów malarskich, grafik, w tym przy tworzeniu limitowanych nakładów kolekcjonerskich (kopie obrazów malarskich, rysunków itp.). Reprodukcje w odpowiednim nakładzie, podpisane przez autora, posiadają również wartość kolekcjonerską.

## Rodzaje odbitek
- Odbitka unikatowa – (unique print) jedyna istniejąca fotografia bez negatywu (np. dagerotyp, kolaż, luksografia itp.) lub z negatywu, który zaginął lub został zniszczony.
- Odbitka autorska wczesna – wykonana, sygnowana i datowana przez autora - z oryginalnego negatywu/pliku, niedługo po jego powstaniu (vintage print). Zwykle jest to pierwszy egzemplarz lub inne, wykonane do ok. 5-7 lat po powstaniu negatywu/pliku.
- Odbitka autorska późna – wykonana przez autora fotografii z oryginalnego negatywu w późniejszym okresie po powstaniu negatywu (life time print). Powinna być oznaczona przez autora datą wykonania negatywu i datą wykonania powiększenia.
- Odbitka nieautorska – wykonana nie przez autora fotografii z oryginalnego negatywu (reprint). Powinna być oznaczona datą wykonania negatywu i datą wykonania powiększenia/wydruku oraz personaliami osoby, która ją wykonała.
- Reprodukcja oryginału – kopia odbitki oryginalnej (copy print). Powinna być oznaczona datą wykonania negatywu i datą wykonania odbitki, z której wykonano reprodukcję, datą wykonania reprodukcji oraz nazwą firmy kopiującej lub nazwiskiem kopisty.
- Odbitka współczesna (modern print) – wykonana przez autora fotografii z oryginalnego negatywu/pliku. Powinna być oznaczona przez autora datą wykonania negatywu/pliku oraz datą jej sporządzenia.

## Cechy odbitek zdjęć kolekcjonerskich
- Numer odbitki i wielkość nakładu – numer odbitki i wielkość nakładu (zwykle max. 25 szt.). Niektórzy za nakład uważają liczbę wszystkich odbitek z jednego negatywu niezależnie od formatów, inni z kolei numerują każdy format odbitki oddzielnie[3].
- Pochodzenie – określenie kto był jej właścicielem, itp.
- Stan techniczny odbitki – uszkodzenia mechaniczne, uszkodzenia chemiczne – przebarwienia itp. – zarówno na awersie jak i rewersie
- Rozmiar odbitki – wymiary zewnętrzne i wymiary obrazu fotograficznego
- Obecność odbitki – obecność odbitki w innych kolekcjach
- Ranga autora – jego rola w historii fotografii.

Warunki trwałości – warunki zachowania trwałości archiwalnej odbitek srebrowych na podłożu papierowym:

## Warunki przechowywania fotografii, aby zachowały trwałość
- Nie mogą mieć żadnego kontaktu z substancjami chemicznymi takimi jak rozpuszczalniki, kleje, farby, związki siarki, agresywne płyny do mycia szyb, kwasy.
- Nie może padać na nie bezpośrednio światło słoneczne. Prowadzi to do płowienia, utraty kolorów, a w przyszłości zaniku obrazu.
- Najlepiej ograniczać ekspozycję. Cenne fotografie należy wystawiać okresowo. Powinny być one zazwyczaj przechowywane w ciemności, w niskiej temperaturze o umiarkowanej wilgotności, nie mogą być przechowywane w atmosferze kwaśnej lub zasiarczonej. Nie mogą być ponadto składowanerazem z obrazami malarskimi.
- Nie mogą mieć bezpośredniego kontaktu z drewnem i wyrobami drewnopochodnymi, a w szczególności nie mogą być oprawiane w ramy o „plecach” z płyt pilśniowych lub sklejki. Do tego celu powinno się stosować tekturę lub piankę bezkwasową.
- Powinny być oprawione w passe-partout z tektury bezkwasowej (najlepiej o jakości muzealnej z atestem P.A.T. – Photography Archival Test) – awers i rewers.
- Powinny być mocowane do passe-partout bez użycia kleju – za pośrednictwem bezkwasowych pasków z mylaru lub melineksu (archiwalny poliester) lub taśmy bezkwasowej.
- Powinny być eksponowane w oprawie, zalecane jest by awers fotografii nie dotykał szyby.
- Maksymalne natężenie światła przy ekspozycji fotografii nie powinno przekraczać 350 luksów.
- Powinny być sygnowanie ołówkiem grafitowym twardości F lub pisakiem z tuszem pigmentowym (zapewnia odpowiednią trwałość). Wszelkie sygnatury piórem, długopisem lub stemple postawione na rewersie po pewnym czasie pojawiają się na awersie lub wyblakną.
- Należy unikać dotykania fotografii dłońmi bez rękawiczek. Należy stosować rękawiczki bawełniane lub nitrylowe.

## Najwyższe ceny jakie osiągnęły zdjęcia na świecie
Ceny zawierają opłaty aukcyjne.
- Rhein II; Andreas Gursky – ponad 4,3 miliony dolarów (2011)[4].
- Marlboro Man (Untitled, Cowboy); Richard Prince – 3,401 miliona dolarów (2007)[5],
- Staw - blask księżyca; Edward Steichen – blisko 3 miliony dolarów (2006),
- Nike; Andreas Gursky – ponad 701 tysięcy euro (2002),
- Untitled V (with Nina Pohl); Andreas Gursky – ponad 611 tysięcy dolarów.
- Satiric dancer; André Kertész – 445 tysięcy dolarów (2008)[6].
- Norie et blanche; Man Ray – ponad 607 tysięcy dolarów

## Najwyższe ceny jakie osiągnęły zdjęcia w Polsce
- Potwór z Düsseldorfu; Witkacy – 200 600 złotych (2016)[7]
- Kolaps przy lampie; Witkacy – 141 750 złotych (2003)
- Nieśmiały bandyta, Groźny bandyta; Witkacy – 130 tysięcy złotych + opłata aukcyjna 18% (2016)[8]
- Kompozycja heliograficzna (VI), Karol Hiller – 105 tysięcy złotych + opłata aukcyjna 15% (2015)[9]
- Sztuka konsumpcyjna, Natalia LL – 65 tysięcy złotych + opłata aukcyjna 15% (2016)[10]